# Sphaeromias servilia
Sphaeromias servilia är en tvåvingeart som beskrevs av Meillon 1942. Sphaeromias servilia ingår i släktet Sphaeromias och familjen svidknott.
Artens utbredningsområde är Moçambique. Inga underarter finns listade i Catalogue of Life.